# アンブロジウス
アンブロジウス（Ambrosius, 340年? - 397年4月4日）は、4世紀のミラノの司教（主教）。正教会・非カルケドン派・カトリック教会・聖公会・ルーテル教会の聖人で記念日は12月7日、ミラノの守護聖人でもある。四大ラテン教父・西方の四大教会博士の一人に数えられる。アウグスティヌスに影響を与えたことでも有名。アンブロシウス、アンブロシイとも表記される。イタリア語名はアンブロージョ (Ambrogio) で、聖人の敬称を付加してサンタンブロージョ (Sant'Ambrogio) と呼ばれる。英語ではAmbrose（アンブローズ）。日本正教会ではメディオランの主教聖アムブロシイと記憶される。

## 生涯

Divi Ambrosii Episcopi Mediolanensis Omnia Opera, 1527

4世紀半ば、ローマ帝国の高級官僚の息子として、父の任地ガリアのアウグスタ・トレヴェロールム（現在はドイツのトリーア）で生まれた。彼に最初に起きた奇蹟として、「アンブロシウスがまだ幼児の頃、彼が口を開けて眠っていると数匹の蜂が彼の舌の上に止まり、彼を刺す代わりにはちみつを垂らした」ということを彼の秘書だったパウリヌスが記録している。このために彼は長じて話し上手になったという。
アンブロジウスは、ローマで法学を学んで官僚の道を歩んだ。優秀な人物であったため、368年にシルミウムの長官、370年にはミラノの首席執政官に選出された。ちなみに当時のミラノは帝国西方の中心都市であった。
374年、アンブロジウスの運命が大きく変わることになる。ミラノ司教アウクセンティウス(en)死去に伴う後継人事問題は、アリウス派と反アリウス派の民衆が入り乱れてもめにもめた。人望のあったアンブロジウスが調停に乗り出すと、派閥間の争いにうんざりしていた民衆はアンブロジウスこそミラノ司教にふさわしいと要求し始めた。
当初アンブロシウスは売春婦を2人家に泊めるなどして司教就任を回避しようとした。さらにミラノから逃亡を試みたが、ミラノのサン・シーロ地区を出ようとしてすぐに民衆に捕まえられた。彼はベッタという名前の雌ロバに乗って逃げ「走れベッタ、走れベッタ (corri Betta, corri Betta)」と罵声を飛ばしながら逃げたために、彼が捕まった地域は今日でもコルベッタと呼ばれているという民間語源が存在する。しかしあまりに熱心な要求に、アンブロジウスはまだキリスト教徒ですらなかったにもかかわらず、これを受諾した。司祭についてキリスト教のカテキズムを学ぶと、洗礼を受け、すぐに司教に叙階された。これが374年12月7日であり、アンブロジウスの記念日はこの日付に由来している。
司教となったアンブロジウスは、教会政治家として優れた手腕を発揮し、アリウス派を駆逐して正統信仰の擁護に尽力した。378年にミラノに立ち寄った皇帝グラティアヌスにローマの伝統宗教を弾圧するよう唆し、382年に首都ローマの元老院から女神ウィクトリアの勝利の祭壇を撤去させた。384年には祭壇再建を訴える首都長官クィントゥス・アウレリウス・シュンマクスの演説に心動かされた皇帝ウァレンティニアヌス2世を威迫して計画を中止へ追い込み、385年から386年にかけてはアリウス派であったウァレンティニアヌス2世の母ユスティナとも激しく争っている。さらに皇帝テオドシウス1世にはユダヤ教を迫害するよう388年に約束させ、390年にテオドシウス1世がテッサロニキで民衆を虐殺する事件（テッサロニカの虐殺）を起こすと、テオドシウスの破門を宣言して公開謝罪を要求し、これを得ることに成功した。
ギリシャ語に精通していたアンブロジウスは、バシレイオス、ナジアンゾスのグレゴリオスなど東方の教父たちの思想を学んで、これを西方に伝え、西方教会の神学の水準を高めた。また、オリゲネスやアレクサンドリアのフィロンに学んでその聖書解釈の方法を西方教会のスタンダードとした。若き日のアウグスティヌスもミラノでアンブロジウスに出会って大きな影響を受け、回心をとげている。アウグスティヌスによれば、アンブロジウスは《古代》の人間で最初に声を出さない読書を行った人物である。
ミラノで伝統的に歌われるアンブロシオ聖歌というラテン語聖歌はアンブロジウスに由来するという伝説があり、同じようにミラノで行われている典礼様式はアンブロジウス典礼（ミラノ典礼）と呼ばれている。アンブロジウスに帰される聖歌には「テ・デウム」（我ら神なる汝を讃えん）、「いざ来ませ、異邦人の救い主よ」（ヴェニ・レデンプトール・ジェンティウム）などがある。

## 日本語訳
- 熊谷賢二訳『秘跡』創文社〈上智大学神学部編キリスト教古典叢書3〉、1963年。
- 『初期ラテン教父』平凡社〈中世思想原典集成4〉、1999年。ISBN 4582734146。（『エクサメロン（天地創造の六日間）』荻野弘之訳、533－599頁所収）
- 家入敏光 訳『聖アンブロシウスの賛歌』サンパウロ、2002年。ISBN 4805648112。